# Topología sin puntos
La topología sin puntos es un enfoque de la topología que evita mencionar los puntos. Un espacio topológico tradicional consiste en un conjunto de "puntos", junto con un conjunto de "conjuntos abiertos". Estos conjuntos abiertos forman un retículo con ciertas propiedades. La topología sin puntos estudia los propios retículos como entidades abstractas, sin referencia hacer a un conjunto subyacente de puntos. Puesto que algunos de los retículos así definidos no provienen de espacios topológicos, uno puede ver la categoría de espacios topológicos sin puntos, también llamada de locales, como extensión de la categoría de los espacios topológicos ordinarios. Algunos autores afirman que esta nueva categoría tiene ciertas propiedades naturales que la hacen preferible. Detalles en la relación entre la categoría de espacios topológicos y la categoría de locales, incluyendo la construcción explícita de la dualidad entre los espacios sobrios y los locales espaciales, pueden ser encontrados en el artículo sobre la dualidad de Stone.
Formalmente, definimos un marco como un retículo L en el cual cada subconjunto (aún infinito) {ai} tiene un supremo Vai tal que (distribución completa) 
b ∧ (V ai) = V (ai ∧ b)
para todo b y todo conjunto {ai} de L. Estos marcos, junto con los homomorfismos de retículos que respetan supremos arbitrarios, forman una categoría; la categoría opuesta de la categoría de marcos se llama la categoría de los locales y generaliza la categoría de espacios topológicos. La razón de que tomemos la categoría opuesta es que cada función continua f: X → Y entre los espacios topológicos induce una función entre los retículos de conjuntos abiertos en la dirección opuesta: cada conjunto abierto O en Y es mapeado al conjunto abierto f--1(O) en X.
Es posible trasladar la mayoría de los conceptos de la topología de puntos en el contexto de locales, y probar los teoremas análogos. Mientras que muchos teoremas importantes en topología de puntos requieren el axioma de elección, esto no es verdad para sus análogos en teoría de locales. Esto puede ser útil si uno trabaja en un topos que no cumpla el axioma de elección. El concepto de "producto de locales" diverge levemente del concepto de "producto de espacios topológicos", y esta divergencia se ha considerado una desventaja del enfoque de locales. Otros afirman que el producto de locales es más natural y apuntan a varias de sus propiedades "deseables" que no son compartidas por los productos de espacios topológicos.
Véase también álgebra de Heyting. Un local es un álgebra de Heyting completa.
- Datos: Q7208386